# Lohfeld (Porta Westfalica)
Lohfeld ist ein Ortsteil der Stadt Porta Westfalica im Kreis Minden-Lübbecke in Ostwestfalen.

## Geographie
Lohfeld liegt südlich des Wesergebirges. Der Stadtteil grenzt im Osten an den Stadtteil Eisbergen, im Norden an Wülpke und Nammen, im Westen an Hausberge sowie im Süden an Veltheim.

## Geschichte
Erstmals wurde Lohfeld im Jahre 1562 als Loveldt urkundlich erwähnt. Der Bischof Georg von Minden ließ zwei Höfe ansiedeln. Der Ort gehörte bis zu den Napoleonischen Kriegen zur Vogtei Landwehr im Amt Hausberge des Fürstentums Minden. Der Ort gehörte von 1807 bis 1813 zum Kanton Hausberge des napoleonischen Satellitenstaats Königreich Westphalen und kam 1816 zum neuen Kreis Minden. Seit 1843 bildete Lohfeld eine Landgemeinde im Amt Hausberge des Kreises, wurde aber Anfang der 1850er Jahre nach Eisbergen eingemeindet. Am 14. Oktober 1886 wurde Lohfeld wieder aus Eisbergen ausgegliedert und zu einer eigenen Gemeinde im Amt Hausberge.
Am 11. Juni 1965 stürzte ein Kampfflugzeug vom Typ F-104 Starfighter der Bundeswehr ab. Der Pilot Günter Pethke (1937–1965) kam dabei ums Leben. Heute erinnert ein Gedenkstein am Europäischen Fernwanderweg E11 an das Unglück.
Bevor die Gemeinde bei der kommunalen Neugliederung am 1. Januar 1973 Teil der Stadt Porta Westfalica wurde, hatte sie eine Fläche von 8,20 km² sowie 1101 Einwohner. Am 31. Dezember 2020 hatte Lohfeld 1353 Einwohner. Der weit überwiegende Teil ist evangelisch-lutherischer Konfession.
Charakteristisch für Lohfeld ist die Streusiedlung. Im Laufe der Jahrhunderte hat sich kein zentraler Ortskern gebildet; auch die 1964 erfolgte Errichtung eines Gemeindehauses und der 1984 durchgeführte Bau der evangelischen Kirche an der Kreuzung Lohfelder Straße/Eisberger Straße haben dies nicht zur Folge gehabt.

## Religion
Die evangelischen Gemeindeglieder in Lohfeld sind seit 1964 insgesamt zur Evangelisch-Lutherischen Kirchengemeinde Hausberge eingepfarrt; zuvor gehörte der östliche Teil Lohfelds zur Evangelisch-Lutherischen Kirchengemeinde Eisbergen. Seit 1. Juni 2007 ist zwischen der Evangelisch-Lutherischen Kirchengemeinde Hausberge und der Evangelischen Kirchengemeinde Veltheim eine pfarramtliche Verbindung eingerichtet; für die seelsorgliche Betreuung des größten Teils der evangelischen Gemeindeglieder in Lohfeld ist seitdem der Veltheimer Pfarrstelleninhaber zuständig. Die römisch-katholischen Gemeindeglieder in Lohfeld gehören zur Katholischen Kirchengemeinde St. Walburga Hausberge.

## Politik
Lohfeld gehört mit Veltheim und Eisbergen zum Bezirksausschuss V der Stadt Porta Westfalica. Vorsitzender ist Fritz-Günter Vogt.